# Franz Delitzsch
Franz Julius Delitzsch (23. februar 1813 i Leipzig - 4. marts 1890 sammesteds) var en tysk
gammeltestamentlig teolog, far til Friedrich Delitzsch. 
Delitzsch, som var søn af en Leipzig-købmand, henlevede sin barndom i fattige kår. En jødisk antikvarboghandler, Franz 
Julius Hirsch, som stod hans familie nær, og efter hvem han var opkaldt, tog sig af ham og holdt ham til studeringerne. 1831 blev han student og dyrkede ved Leipzigs Universitet især filologiske og filosofiske studier, navnlig påvirket af Fichtes idealistiske filosofi. Efter at have oplevet en pludselig omvendelse til konfessionel kristendom gav han sig tillige af med teologiske studier. 1835 blev han Dr. phil., 1835-42 ernærede han sig ved undervisning, samtidig med, at han studerede semitiske sprog, sammen med blandt andre Caspari under Fleischer, medens han indførtes i rabbinske studier af jødemissionæren Becker. 
Han var stærkt mystisk påvirket, læste blandt andre Jacob Böhme og var leder af opbyggelige møder for en pietistisk-ortodoks kreds af Leipziger-borgere. Han skrev forskellige mystisk-religiøse skrifter (Das Sakrament des wahren Leibes und Blutes Jesu Christi) samt arbejder om jødedommen (Den jødiske poesis historie til den nyeste tid 1836, Wissenschaft, Kunst, Judentum 1838, om jødisk og muhamedansk skolastik 1841). 1842 blev han Lic.theol. og privatdocent, 1844 professor, 1846-50 i Rostock, 1850-67 i Erlangen, fra 1867 til sin død i Leipzig. 1873 kom han med i komiteen til Luther-bibelens revision. 
En særlig interesse viede han jødemissionen, som han en tid tænkte at hellige sig helt. Fra 1863 udgav han et tidsskrift for jødemission Saat und Hoffnung, 1871 blev han medlem af Centralverein für die Mission unter Israel, og 1886 grundede han det endnu eksisterende Institutum judaicum i Leipzig. I denne sags interesse udgav han 1877 en hebraisk oversættelse af det Nye Testamente, resultatet af 40 års arbejde. Over for den vågnende antisemitisme var han en ivrig forsvarer af jøderne. 
Han skrev en række fortolkninger til det Gamle Testamente. Hans tolkning af Højsangen (1851) stod under indflydelse af hans mystiske åndsretning, der også mærkes i System der biblischen Psychologie (1855). Senere udgav han sammen med Keil en kommentarrække til hele det Gamle Testamente (Job 1864, Jesaja 1866, Salmerne 1867, Ordsprogene 1873, Højsangen og Prædikeren 1875). 1890 skrev han Messianische Weissagungen im Alten Testament. Endvidere skrev han forskellige skrifter til belysning af det Nye Testamente (for eksempel Ein Tag in Kapernaum 1871). 
I mange år stod Delitzsch som den anerkendte autoritet på gammeltestamentligt område og søgtes af elever fra alle lande. Da den kritiske behandling af det Gamle Testamente tog fart, navnlig ved Wellhausens skrifter (især i 1880'erne), tog Delitzsch de nye tanker op til undersøgelse (Pentateuchkritische Studien 1880-82) og indrømmede dem adskilligt, således i hovedsagen kildesondringen i Pentateuchen, den senere affattelse af Jesaja 40-66 (fra eksilet) og Daniels Bog (omtrent 168 f.Kr.); men hans betydning var nu ikke den samme som før, og den ledende rolle gik over på andre hænder.